# Governatori di Barbados
I Governatori di Barbados si succedettero dal 1627, inizio della colonizzazione inglese, sino al 1966, quando Barbados divenne un reame del Commonwealth, con a capo un Governatore generale.
Dal 1833 al 1885, Barbados fu parte della colonia delle Isole Sopravento Britanniche (Windward Islands): il governatore di Barbados rappresentò il monarca inglese in tutte le isole Windward. Nel 1885 Barbados tornò ad essere una colonia a sé stante.

## Governatori di Barbados (1627–1833)
- Henry Powell, 17 febbraio 1627–1628
- William Deane, 1628 – giugno 1628
- Charles Wolferston, giugno 1628–26 febbraio 1629
- John Powell, 26 febbraio 1629 – 29 agosto 1629
- Robert Wheatley, 29 agosto 1629 – settembre 1629, de facto
- Sir William Tufton, 21 dicembre 1629 – 16 luglio 1630
- Henry Hawley, 1630 – giugno 1640
  - Richard Peers, 1633–1634, de facto per Hawley
  - William Hawley, 1638–1639, de facto per Henry Hawley
- Sir Henry Huncks, giugno 1640–1641
- Philip Bell, 1641–1650
- Francis Willoughby, V barone Willoughby di Parham, maggio 1650–1651, in contrasto dal gennaio 1652
- Sir George Ayscue, ottobre 1651–1652
- Daniel Searle, 1652 – luglio 1660, de facto
- Thomas Modyford, luglio 1660–1660, de facto
- Humphrey Walrond, 1660 – agosto 1663, acting
- Francis Willoughby, V barone Willoughby di Parham, agosto 1663–23 luglio 1666, restaurato
  - Henry Willoughby, 1664, de facto per Lord Willoughby di Parham
- Henry Willoughby, luglio 1666–1667, de facto, 2º mandato
- William Willoughby, VI barone Willoughby of Parham, 1667, acting
- Samuel Barwick, 1667, acting
- Henry Hawley, 1667 – aprile 1667, de facto, 2º mandato
- William Willoughby, VI barone Willoughby di Parham, aprile 1667–1673
  - Christopher Codrington, 1668–1669, de facto per Lord Willoughby di Parham
- Sir Peter Colleton, 1673–1674, de facto
- Sir Jonathan Atkins, 1674–1679
- Sir John Witham, 1680–1683, de facto
- Sir Richard Dutton, 1683–1685
- Edwyn Stede, 1685–1690, de facto
- James Kendall, 1690–1694
- Francis Russell, 1694–1696
- Francis Bond, 1696 – dicembre 1697, de facto
- Ralph Grey, dicembre 1697–1701
- John Farmer, 1701–1703, de facto
- Sir Bevil Granville, 1703–1706
- Mitford Crow, 1707–1710
- George Lillington, 1710–1711, de facto
- Robert Lowther, 1711–1720
  - William Sharpe, gennaio 1714–1715, de facto per Lowther
- John Frere, 1720–1721, de facto
- Samuel Cox, 1721–1722, de facto
- Henry Worsley, 1722–1727
- Thomas Catesby Paget, 1727–1731
- James Dotin, 1731, de facto, 1º mandato
- Walter Chetwynd, 1731–1732
- Emanuel Howe, II visconte Howe, 1733–29 marzo 1735
- James Dotin, 1735–1737, de facto, 2º mandato
- Orlando Bridgeman, 1737–1738
- Humphrey Howarth, 1738
- Thomas Gage, I visconte Gage, 1738–1739
- Robert Byng, maggio 1739–1740
- James Dotin, 1740, de facto, 3º mandato
- Sir Thomas Robinson, 1742–1747
- Henry Grenville, 1747–1756
- Charles Pinfold, 1756–1766
- Samuel Rous, 1766–1768, de facto, 1º mandato
- William Spry, 1768–1772
- Samuel Rous, 1772, de facto, 2° moandato
- Edward Hay, 1772–1779
- John Dotin, 1779–1780, de facto, 1º mandato
- James Cunninghame, 1780–1782
- John Dotin, 1783–1784, de facto, 2º mandato
- David Parry, 1784–1793
- William Bishop, 1793–1794, de facto, 1º mandato
- George Poyntz Ricketts, 1794–1800
- William Bishop, 1800–1801, de facto, 2º mandato
- Francis Humberstone Mackenzie, 1802–1806
- John Spooner, 1806–1810, de facto
- Sir George Beckwith, 1810–1815
- Sir James Leith, 10 maggio 1815 – 16 ottobre 1816
- John Foster Alleyne, 1817, de facto
- Stapleton Cotton, I visconte Combermere, 1817–1820
- John Brathwaite Skeete, 1820, de facto
- Samuel Hinds, 1821, de facto
- Sir Henry Warde, 1821–1829
- Sir James Frederick Lyon, 1829–1833

## Governatori di Barbados e delle Isole Sopravento Britanniche (1833–1885)
Nel 1833 Barbados divenne parte della nuova colonia delle Isole Sopravento Britanniche (Windward Islands) ed il Governatore di Bahamas diveniva automaticamente il Governatore delle Isole Windward.
- Sir Lionel Smith, 1833–1836
- Sir Evan John Murray MacGregor, 1836–1841
- Charles Henry Darling, 1841
- Sir Charles Edward Grey, 1841–1846
- William Reid, 1846–1848
- William MacBean George Colebrooke, 1848–1856
- Francis Hincks, 1856–4 gennaio 1862
- James Walker, 4 gennaio 1862–1868
- Rawson William Rawson, 1868–1875
- Sanford Freeling, 1875, de facto
- Sir John Pope Hennessy, 1875–1876
- George Cumine Strahan, 1876–1880
- D. J. Gamble, 1880, acting
- William Robinson, 1880–1885

## Governatori di Barbados (1885–1966)
Nel 1885, la colonia di Barbados tornò ad essere a sé stante.
- Sir Charles Cameron Lees, 1885–1889
- Sir Walter Joseph Sendall, 1889–1891
- Sir James Shaw Hay, 1891–1900
- Sir Frederick Mitchell Hodgson, 18 febbraio 1900–1904
- Sir Gilbert Thomas Carter, 14 ottobre 1904–1911
- Sir Leslie Probyn, 13 febbraio 1911–1918
- Sir Charles Richard Mackey O'Brien, 27 settembre 1918–1925
- Sir William Charles Fleming Robertson, 31 dicembre 1925 – gennaio 1933
- Harry Scott Newlands, gennaio 1933–12 marzo 1933
- Sir Mark Aitchison Young, 5 agosto 1933 – marzo 1938
- Sir Eubule John Waddington, 6 agosto 1938–1941
- Sir Henry Grattan Bushe, 23 ottobre 1941–1947
- Sir Hilary Rudolph Robert Blood, 5 febbraio 1947–1949
- Sir Alfred William Lungley Savage, 1º novembre 1949–1953
- Brigadier Sir Robert Arundell, 14 maggio 1953–1959
- Sir John Montague Stow, 8 ottobre 1959 – 29 novembre 1966

Il 29 novembre 1966 Barbados raggiunse l'indipendenza dal Regno Unito divenendo un reame del Commonwealth. Per i governatori succedutisi dopo l'indipendenza, vedi Governatori generali di Barbados.